# مارچوود
مارچوود (به انگلیسی: Marchwood) یک روستا و محله مدنی در بریتانیا است که در New Forest District واقع شده‌است. مارچوود ۵٬۵۸۶ نفر جمعیت دارد.